# Las cosas en la balanza
«Las cosas en la balanza» es el sexto episodio de la tercera temporada de la serie de televisión chilena Los 80 y el episodio 26 de la serie en general. Escrito por Rodrigo Cuevas y dirigido por Boris Quercia, se estrenó por Canal 13 el 21 de noviembre de 2010.

## Desarrollo

### Trama
La irrupción de un nuevo personaje llega a complicar al mejor amigo de Félix (Lucas Escobar), Brunito (Pablo Freire). 
Porque el hijo de Nancy (Katty Kowaleczko) tiene que hacer frente a la abrupta aparición de su verdadero padre. Esto hace que su mejor amigo deba entender que lo que corresponde ahora es apoyarlo, pese a la rivalidad surgida por su compañera Paty, en la que ambos están interesados y por la que incluso ya se enfrentaron. 
Mónica (Berta Lasala) vecina de la galería en la que Juan (Daniel Muñoz) tiene su tienda de ropa usada, pasa a convertirse directamente en rival de Ana (Tamara Acosta), quien a todos sus pesares producto de su ingreso al mundo laboral, suma una nueva preocupación que desestabiliza su matrimonio.
Paralelamente, la relación de Martín (Tomás Verdejo) con su "alternativa" novia Paola (Emilia Lara) ha ido aumentando en intensidad, lo que hace que el ex uniformado de la Fuerza Aérea experimente desconocidas sensaciones

### Título
"Las cosas en la balanza" hace alusión al momento en que Martín se arregla con su novia, diciéndole que puso "las cosas en la balanza" y que prefiere seguir con ella a pesar de todo.

## Recepción
El capítulo logró obtener 27 puntos de rating, aumentando su audiencia en comparación al episodio anterior, durante la transmisión llegó a un promedio de 2.7 millones de espectadores superando a los 1.8 millones que obtuvo Pasión de primera de Mega, con el cual compitió durante la primera media hora y Animal nocturno de TVN. Con este índice de audiencia el episodio logra alzarse como lo más visto del día y el tercer programa con más sintonía de la semana en Chile, tras el partido de fútbol amistoso entre Uruguay—Chile y la tercera gala de semifinal de Talento chileno de CHV.